# Martin Camaj
Martin Camaj (ur. 21 lipca 1925 w Temal w rejonie Dukagjini, zm. 12 marca 1992 w Lenggries) – albański poeta, prozaik i lingwista.

## Życiorys
Był jednym z siedmiorga dzieci Koli Camaja i Terezy z d. Vukaj. Od 1935 uczył się w szkole Collegium Ksawerianum, prowadzonej przez jezuitów w Szkodrze. Naukę przerwał w 1946 (władze komunistyczne zabroniły dalszego funkcjonowania szkoły) i podjął pracę nauczyciela w szkole w Prekalu. W 1949 Camaj uciekł przez góry do Jugosławii. Po jego ucieczce władze komunistyczne w Albanii internowały jego rodzinę.
Martin Camaj ukończył kurs dla nauczycieli w Peciu, a w latach 1949-1950 pracował w szkole w Tuzi. W 1950 rozpoczął studia na Uniwersytecie Belgradzkim. Studiował tam teorię literatury, slawistykę i filologię klasyczną. Naukę kontynuował na uniwersytecie w Sarajewie, pod kierunkiem Henrika Baricia. W 1956 roku wyjechał z Jugosławii i udał się do Włoch, gdzie kształcił się pod kierunkiem Giuseppe Ungarettiego. Doktoryzował się w Rzymie na podstawie rozprawy Gjuha e Gjon Buzukut (Język Gjona Buzuku). W Rzymie współpracował ze środowiskiem pisarzy emigracyjnych, wywodzących się z krajów Europy Wschodniej. W roku 1957 stanął na czele pisma Shejzat (Plejady), wokół którego skupiali się Arboresze. W 1961 wyjechał do Monachium, gdzie poświęcił się studiom nad językiem albańskim. Tam też prowadził wykłady na miejscowym uniwersytecie do 1990, kiedy przeszedł na emeryturę. Zmarł dwa lata później.
W 2010 został uhonorowany pośmiertnie orderem Nderi i Kombit. W 2015 w Szkodrze stanął pomnik Camaja, dłuta Skendera Kraji. W Tiranie, Szkodrze, Durrësie, Prisztinie i w Prizrenie znajdują się ulice noszące imię Martina Camaja.

## Poezja
- Kanga e vërrinit, Prishtinë 1954
- Lirika mes dy moteve („Liryka między dwoma wiekami”), Monachium 1967
- Poezi : 1953-1967, Monachium 1981
- Drandja, Monachium 1981
- Palimpsest, Monachium 1991.
- Njeriu më vete e me tjerë, Tirana 2012.
- Vepra poetike (Utwory poetyckie), Tirana 2017.

## Proza
- Djella (powieść), Rzym 1958.
- Shkundullima, Monachium 1981.
- Karpa, Monachium 1987.
- Rrathë (Bransoletki), Szkodra 2001.
- Jesmine (opowiadania), Tirana 2002
- Pishtarët e natës (Pochodnie nocy), Szkodra 2008.

## Teksty filologiczne
- Meshari i Gjon Buzukut („Mszał Gjona Buzuku”), Romë 1960
- Tekst mësimor i gjuhës shqipe (Teksty do nauki języka albańskiego), Wiesbaden 1969
- E folmja shqipe në provincën e Avelinos („Dialekt albański w rejonie Avelino”), Firence 1971
- Këngë shqiptare („Pieśni albańskie” – antologia), Düsseldorf 1974
- Gramatika shqipe („Gramatyka albańska”), Wiesbaden 1984

## Polskie tłumaczenia
- Współczesnemu poecie; Odnaleziona nić; Alter ego; Obojętność; Mój kraj; Co warta jest dla Ulissesa Itaka bez kobiety; Chory ptak; Nocny koncert; Czarne żmije; Wypadek drogowy [w:] „Nie jest za późno na miłość. Antologia poezji albańskiej XX wieku”, tłum. Mazllum Saneja, Sejny 2005.